# Зграда у Ул. Краља Петра I бр. 19 у Сомбору
Зграда у Ул. Краља Петра I. 19 у Сомбору (кућа др Косте Поповића) подигнута је 1865. године и представља непокретно културно добро као споменик културе од великог значаја.

## Изглед зграде
Зграда је подигнута као једноспратна грађевина, у духу романтизма подигнута је шездесетих година 19. века према пројекту Антона Рекла. Вертикална подела зидног платна постигнута је ступцима који носе истакнути профилисани кровни венац наглашен у средишњем делу конзолама и надвишен атиком са розетом у средини. Бочни трокрилни правоугаони прозори у оквиру имају геометријско-флоралну декорацију са низом конзола изнад. На балкону средишњег дела спрата су три двокрилна правоугаона отвора над којима је богат рељеф надвишен троструким плитким луком са поновљеним мотивом над бочним прозорима.